# Amiri jeans
Amiri jeans is een lied van de Nederlandse rappers Philly Moré en Frenna. Het werd in 2020 als single uitgebracht. 

## Achtergrond
Amiri jeans is geschreven door Maphilka Mahaka, Francis Junior Edusei, Tevin Irvin Plaate, Andre Young, Melvin Bradford, Asiah Louis, Luchana Lodge, Mary J. Blige, Michael Elizondo, Bruce Miller en Camara Kambon en geproduceerd door Spanker. Het is een nummer uit het genre nederhop. Het nummer bevat een sample uit het lied Family Affair van Mary J. Blige uit 2001. De titel van het nummer is een verwijzing naar de spijkerbroeken van het merk Amiri. Het lied gaat over de voorliefde van merkkleding van de liedvertellers en over geld. Op de B-kant van de single is een instrumentale versie van het nummer te vinden. De single heeft in Nederland de gouden status.
Het is niet de eerste keer dat de twee artiesten samen op een hitsingle te horen zijn. Eerder hadden ze al samen de hits Soon, Achtbaan en Only you. Deze samenwerking komt voort uit het feit dat Moré is aangesloten bij de platenlabel 777 Records van Frenna. Frenna noemde over Moré dat hij hem als familie ziet en dat Moré een erg veelzijdige artiest is.

## Hitnoteringen
De artiesten hadden succes met het lied in de hitlijsten van Nederland. Het piekte op de 29e plaats van de Single Top 100 en stond acht weken in deze hitlijst. De Top 40 werd niet bereikt; het lied bleef steken op de negende plaats van de Tipparade. 